# Live to Rise
Live to Rise è un singolo del gruppo rock statunitense Soundgarden, pubblicato nel 2012 ed estratto dalla colonna sonora del film The Avengers.
La canzone è stata scritta da Chris Cornell, frontman del gruppo.

## Video musicale
Il videoclip, che mostra le immagini della band alternate a quelle del film, è stato reso disponibile il 3 maggio 2012 attraverso il canale YouTube del gruppo.

## Tracce
- Download digitale

Testi di Chris Cornell.
1. Live to Rise – 4:40